# 弗氏獅子魚
弗氏獅子魚，為輻鰭魚綱鮋形目杜父魚亞目獅子魚科的其中一種，分布於東太平洋區，從白令海至美國加州海域，為深海底棲性魚類，體長可達18.3公分，屬肉食性，生活習性不明。

## 擴展閱讀
維基物種上的相關：弗氏獅子魚